# Retrato del niño Eutiques
Retrato del niño Eutiques, también conocido como Retrato de niño, es un retrato del siglo II de artista anónimo. El retrato describe a un niño, y es parte de la colección del Museo Metropolitano de Arte de Nueva York.

## Historia
El retrato describe a un niño de unos diez u once años, que según una inscripción escrita en griego sobre el retrato es "Eutiques, liberto de Kasanios". El trabajo fue producido después de la muerte del chiquillo, y forma parte  de los denominados retratos de Fayum. Tales retratos funerarios fueron populares en el Egipto romano, el cual al igual que en el anterior periodo helenístico estaba dominado por una clase superior de origen griego. La mezcla cultural de elementos romanos, griegos, y egipcios en la provincia imperial de Egipto resultó en un arte grecoegipcio que utilizaba los materiales proporcionados por la floreciente economía de la Roma altoimperial (siglos I-II).

### Exhibición
El Retrato del niño Eutiques fue donado al Museo Metropolitano de Arte por Edward Harkness en 1918. El retrato permanece en exhibición en el museo.

## Descripción
El retrato es ejemplo de fusión cultural, mostrando un estilo pictórico naturalista grecorromano, prendas romanas, y las prácticas funerarias egipcias. El retrato, hecho a la encáustica sobre tabla, se integraba en el sarcófago de cartonaje, justo sobre la cara del difunto después de la momificación.
El retrato utiliza colores claros y oscuros en pinceladas amplias para moldear el rostro. El fondo verde oliva contrasta con la tez bronceada y el cabello oscuro, creando también profundidad. El rostro simula estar iluminado por una luz procedente de la derecha; lo que se aprecia en los reflejos en los ojos del chico, vestido con una túnica blanca con una banda fina púrpura (clave).